# Alexander Gould
Alexander Gould, född 4 maj 1994 i Los Angeles, är en amerikansk skådespelare. Han har gjort rösten åt Nemo i Hitta Nemo och Bambi i Bambi II. Han har medverkat i ett flertal amerikanska TV-serier, däribland Weeds, i rollen som Shane Botwin.